# Котляревський Іван Петрович
Іва́н Петро́вич Котляре́вський (29 серпня (9 вересня) 1769, Полтава — 29 жовтня (10 листопада) 1838, Полтава) — український письменник, військовий, класик нової української літератури, громадський діяч.
Його поема «Енеїда» (1798) стала великим твором загальнонаціонального значення нової української літератури, написаним народною мовою.
Котляревський зробив найвагоміший внесок у становлення сучасної української літературної мови. В умовах занепаду всіх різновидів староукраїнської писемної мови, поема «Енеїда», п'єси «Наталка Полтавка» і «Москаль-чарівник», написані на основі живого усного мовлення народу, започаткували новий етап формування літературної мови.

## Життєпис

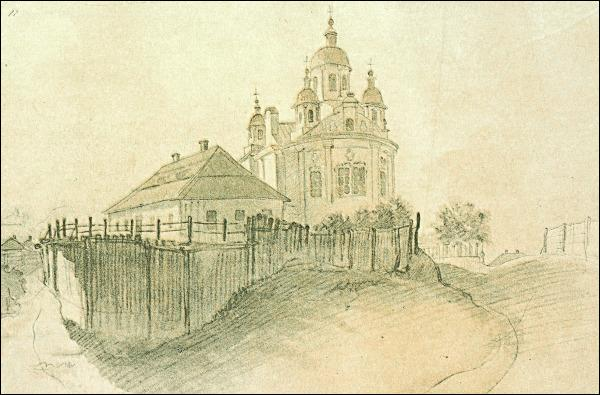
Будинок Котляревського у Полтаві, робота Тараса Шевченка 1845 р.

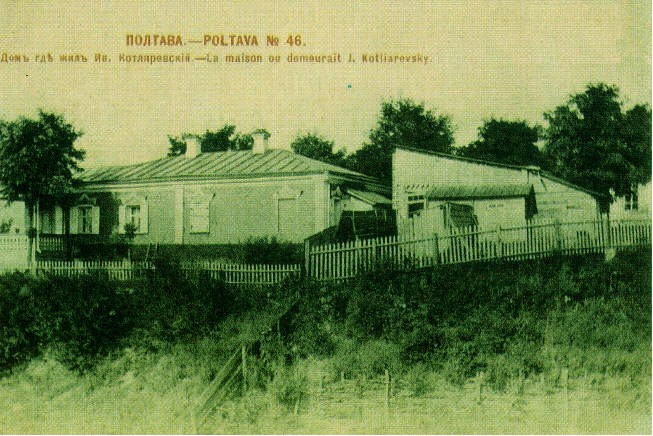
Полтава. Будинок де жив Іван Котляревський.
Листівка початку XX ст.

Іван Котляревський народився у Полтаві, тоді Полтавський полк Війська Запорозького, Гетьманщина, в сім'ї канцеляриста — шляхтича гербу Огоньчик.
Після навчання в Полтавській духовній семінарії (1789–1793), працював канцеляристом, у 1793–1796 роках — домашнім учителем у сільських поміщицьких родинах.

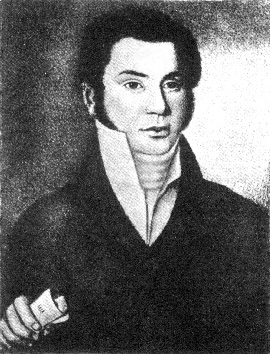
Іван Котляревський

У 1796–1808 роках перебував на військовій службі в Сіверському карабінерському полку. У 1806–1807 роках Котляревський у військовому званні штабс-капітана брав участь у російсько-турецькій війні 1806—1812 років, був учасником облоги Ізмаїлу. Нагороджений орденом Святої Анни 3-го ступеня за дипломатичні заслуги зі схиляння до нейтралітету буджаків та хоробру кур'єрську діяльність на передовій під час штурму цієї фортеці. 1808 року вийшов у відставку.
З 1810 року працював наглядачем «Дому для виховання дітей бідних дворян».
У 1812 році, під час походу французького імператора Наполеона на Росію, Котляревський, за сприяння малоросійського генерал-губернатора Якова Лобанова-Ростовського, який отримав відповідний наказ від імператора, сформував у містечку Горошині Хорольського повіту на Полтавщині 5-й український козацький полк(за умови, що полк буде збережено після закінчення війни як постійне козацьке військо), за що отримав військовий чин майора.
Підтримував зв'язки з декабристами.
У 1816–1821 роках — директор Полтавського вільного театру.
1818 року разом з Василем Лукашевичем, Володимиром Тарновським та іншими входив до складу полтавської масонської ложі «Любов до істини». Член Вільного товариства любителів російської словесності з 1821 року. За свідченнями декабриста Матвія Муравйова-Апостола, які він дав під час слідства у справі декабристів, член Малоросійського таємного товариства. Слідчий комітет залишив це без уваги.
Котляревський сприяв у 1822 році викупові з кріпацтва українського і російського актора Михайла Щепкіна.
У 1827–1835 роках — попечитель «богоугодних» закладів.
У 1835 році Котляревський вийшов у відставку. Він продовжив цікавитись культурним життям, надавав підтримку тим, хто до нього звертався. Література залишалася його єдиною справжньою пристрастю.
Зі спогадів Варвари Лелечихи, що працювала служницею Котляревського у 1828—1829 роках, він «до простих людей ставився радо і привітно, говорив з ними по-малоруськи, жартував, завжди усміхався всім, все це всіх, хто знав його, до нього привертало».
Помер 29 жовтня (10 листопада) 1838 року в 69-річному віці. Похований у Полтаві (на час смерті Полтавська губернія, Російська імперія).
Котляревський ніколи не був одружений. Його спадкоємицею та господинею садиби стала економка Мотрона Єфремівна Веклевичева.

## Літературна діяльність

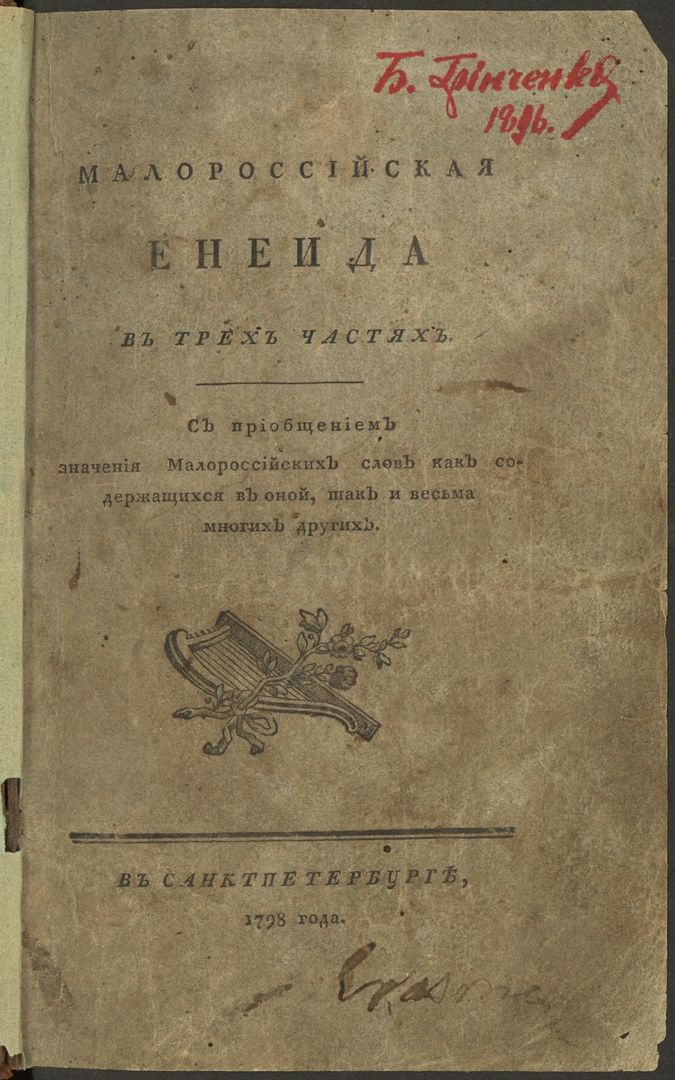
Перше видання «Енеїди», 1798

Ще в семінарії «римач»-початківець писав вірші «малоросійською» мовою до окремого альманаху «Полтавська муха», який пізніше називали сатиричним журналом. Проте широкому колу читачів він відомий передусім завдяки своїй «Енеїді».

### «Енеїда»

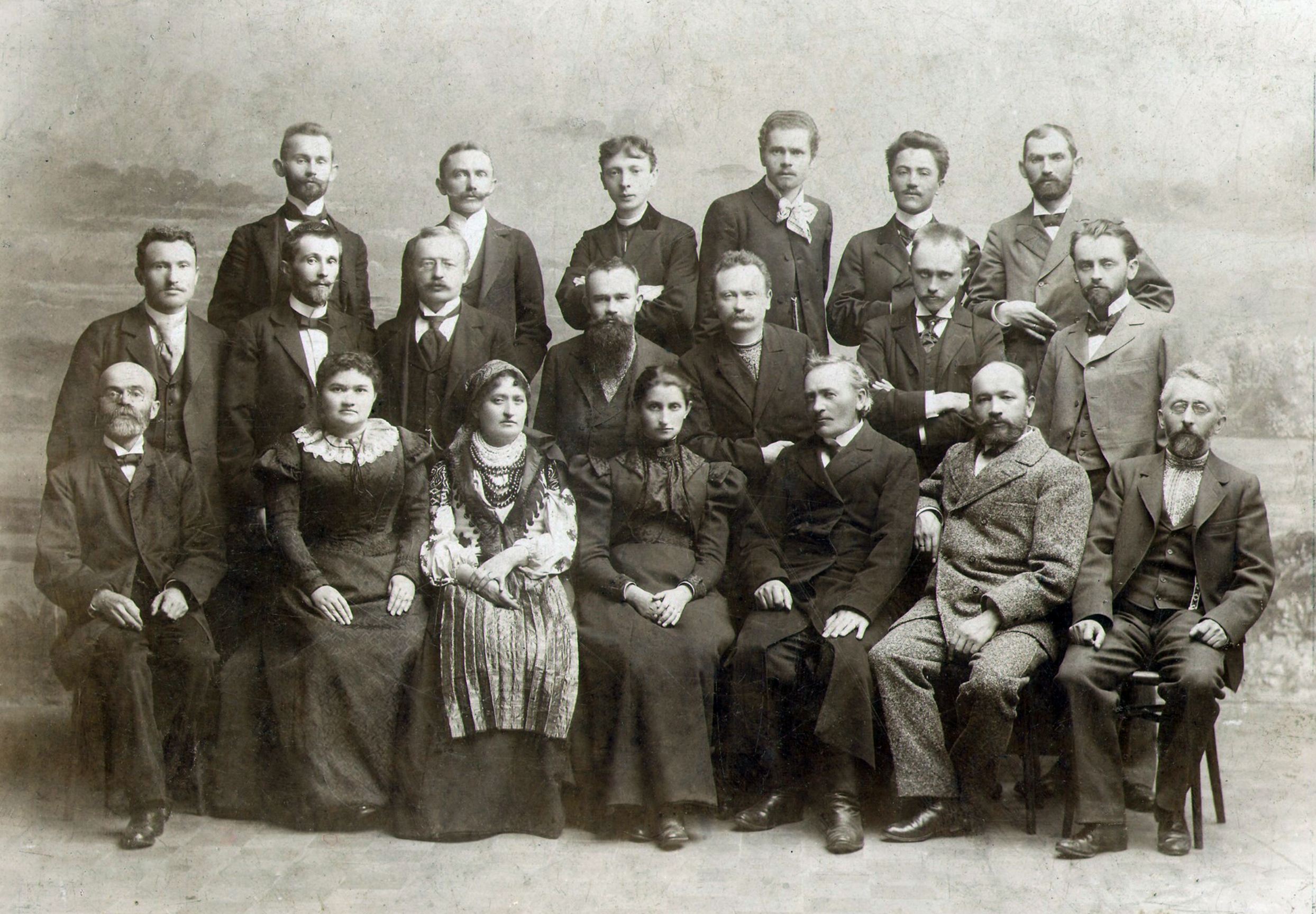
Учасники з'їзду українських письменників з нагоди 100-річчя виходу у світ «Енеїди» Івана Котляревського. Львів. 1898

Котляревський — автор «Енеїди» (1798 рік, у трьох частинах; 1842 року — повне посмертне видання, підготовлене особисто І.Котляревським) — першого твору нової української літератури, написаного народною мовою. Взявши за основу сюжетну канву однойменної поеми Вергілія, Котляревський в традиціях давнього українського бурлеску створив свій оригінальний художній твір. У поемі автор відтворив різні сторони життя українського суспільства у другій половині XVIII століття. Національне забарвлення і співчуття до долі простого народу зумовили великий успіх «Енеїди» серед сучасників. За мотивами поеми були створені опери «Еней на мандрівці» (композитор Ярослав Лопатинський) та «Енеїда» (композитор Микола Лисенко, лібрето Миколи Садовського).

### «Пісня на Новий 1805 год пану нашому і батьку князю Олексію Борисовичу Куракіну»
У 1804 році написав «Пісню на Новий 1805 год пану нашому і батьку князю Олексію Борисовичу Куракіну» (вперше опублікована Яковом Головацьким у журналі «Пчела» в 1849 році).
|  | Будь здоровъ изъ новимъ годомъ И надъ нашимъ ще народомъ, Ще хоть трохи попануй… Трохи!.. ой, колибъ багацько!.. Бо ти нашъ и панъ, и батько… |

Попри дещо «сервілістичний» (за визначенням Бориса Грінченка) сюжет (оспівування царського урядовця), твір позначений яскравим народним гумором, а також має окремі елементи соціальної сатири (критика «панів-людоїдів», що «зо злої волі не дають орати нив», тощо).

### Драматургія
У 1819 році Котляревський написав для Полтавського театру п'єсу «Наталка Полтавка» (вперше надрукована в 1838 році Ізмаїлом Срезневським в «Украинском сборнике») і водевіль «Москаль-чарівник» (надрукований 1841 року), які стали основою започаткування нової української драматургії. Микола Лисенко, використавши доробок своїх попередників (Анатолія Барсицького, Алоїза Єдлічки) створив оперу «Наталка-Полтавка».
Характерні риси драматургічної творчості Івана Котляревського:
- невелика кількість дійових осіб,
- вдало вибраний конфлікт,
- напруженість і природність розвитку сюжету,
- стрункість композиції,
- органічно вмонтовані в текст пісні,
- народна, індивідуалізована й гранично виразна мова,
- гумор,
- чіткість ідей,
- рельєфно зримі образи.

## Оцінка творчості
Творчість Котляревського високо цінував Тарас Шевченко. Поет в 1838 році написав вірш «На вічну пам'ять Котляревському», у якому підносив Котляревського, як національного співця та прославляв як творця безсмертної «Енеїди».
Однак вже Пантелеймон Куліш мав суворіший погляд на творчість та громадську поставу Котляревського. Куліш звинувачував свого колегу по перу в догоджанні високим чиновникам російської колоніальної адміністрації — князю Куракіну, князю Рєпніну тощо. Цим закидам опонує український літературознавець І. Снігур, який 1946 року оприлюднив у емігрантському журналі «Похід» наступну репліку:
|  | Іван Котляревський, зберігаючи теплу пам'ять про Гетьманщину («Так вічной пам'яти бувало у нас в Гетьманщині колись»), опоминаючись за народну правду («Мужича правда все колюча, а панська на всі боки гнуча»), без будь-якого, проте, внутрішнього психологічного конфлікту поєднує свою симпатію до козацької минувшини з більш ніж толерантним ставленням до царського державного устрою, — з симпатією до таких його репрезентантів, як генерал-губернатор князь Олексій Куракін, князь Рєпнін, князь Лобанов-Роставецький. При чому Котляревський робить це цілком щиро, без ніякого наміру користолюбно здобувати прихильність впливових людей, що цілком несправедливо закидає йому Пантелеймон Куліш. І цей внутрішній конфлікт не виникає у Котляревського тому, що поняття української нації уклалося в його свідомості як складова частина поняття російської держави, частина, підпорядкована цілому… |

Михайло Коцюбинський, характеризуючи роль Котляревського в розвитку української культури, підкреслив, що «занедбане й закинуте під сільську стріху слово, мов фенікс з попелу, воскресло знову… і голосно залунало по широких світах» із його творів.

## Пам'ять

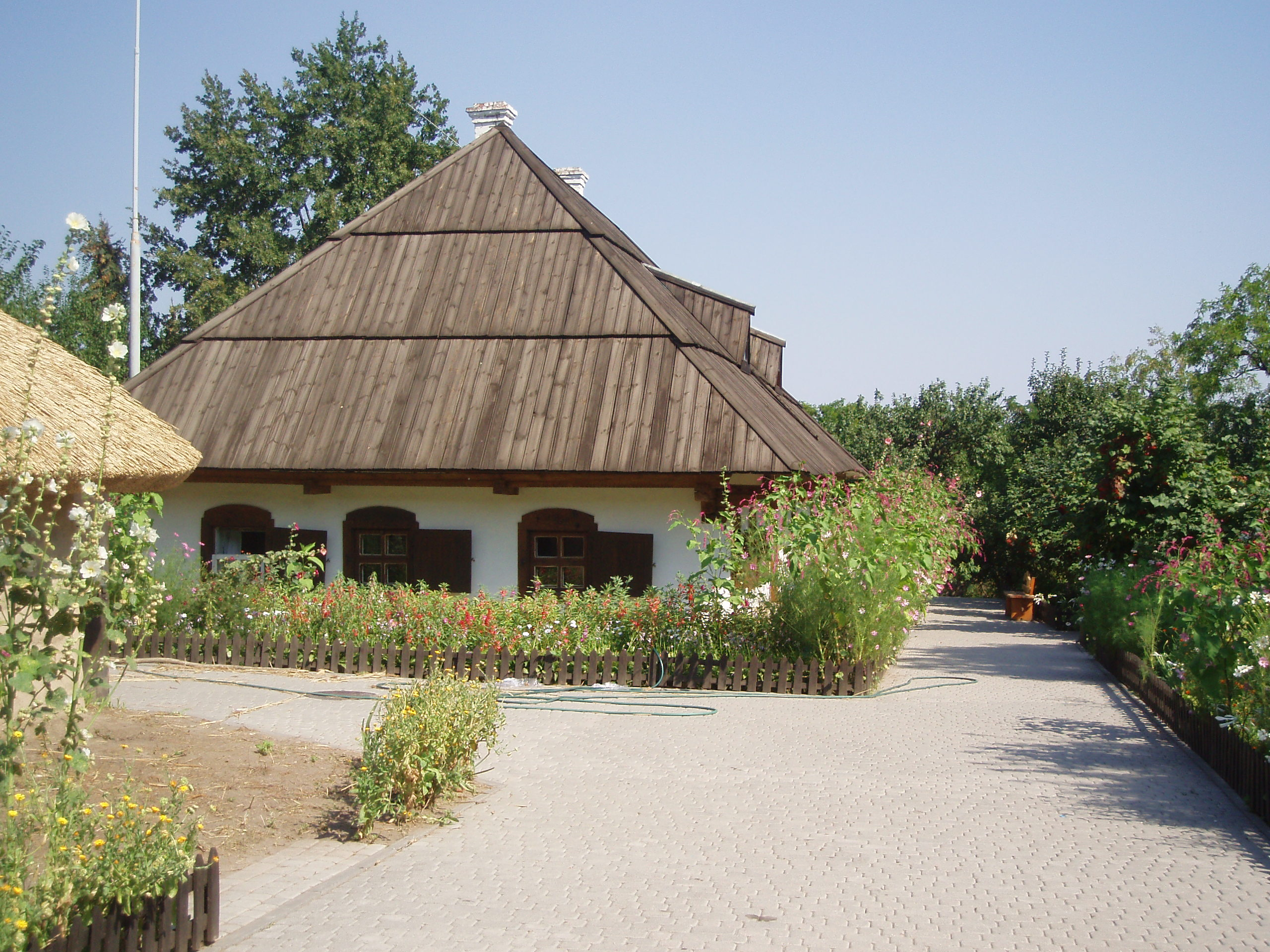
Садиба-музей Івана Котляревського, Полтава, 2008

1952 року в Полтаві було відкрито літературно-меморіальний музей Котляревського.

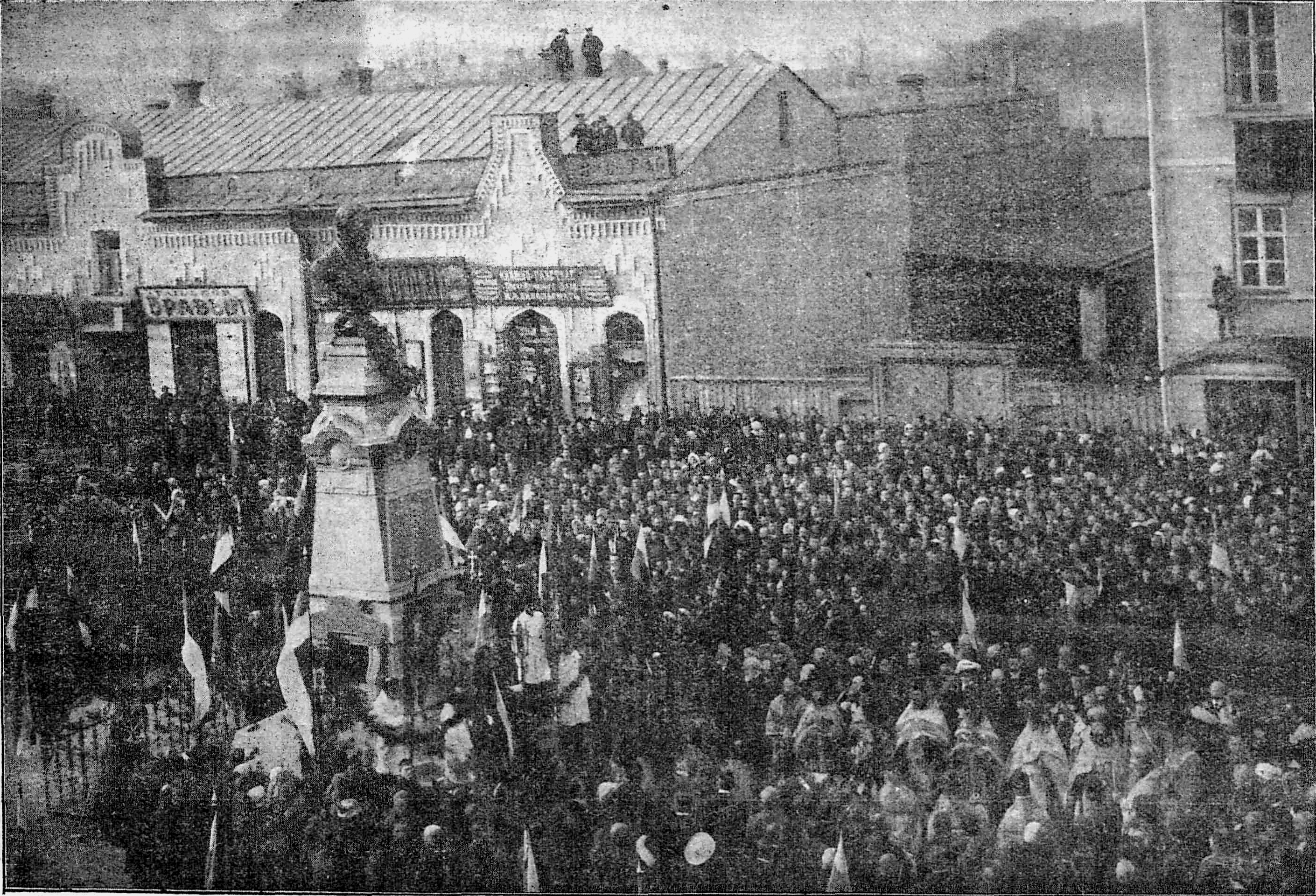
Урочиста панахида під пам'ятником Котляревському у Полтаві у день 75-х роковин з дня смерті письменника, 1913 р.

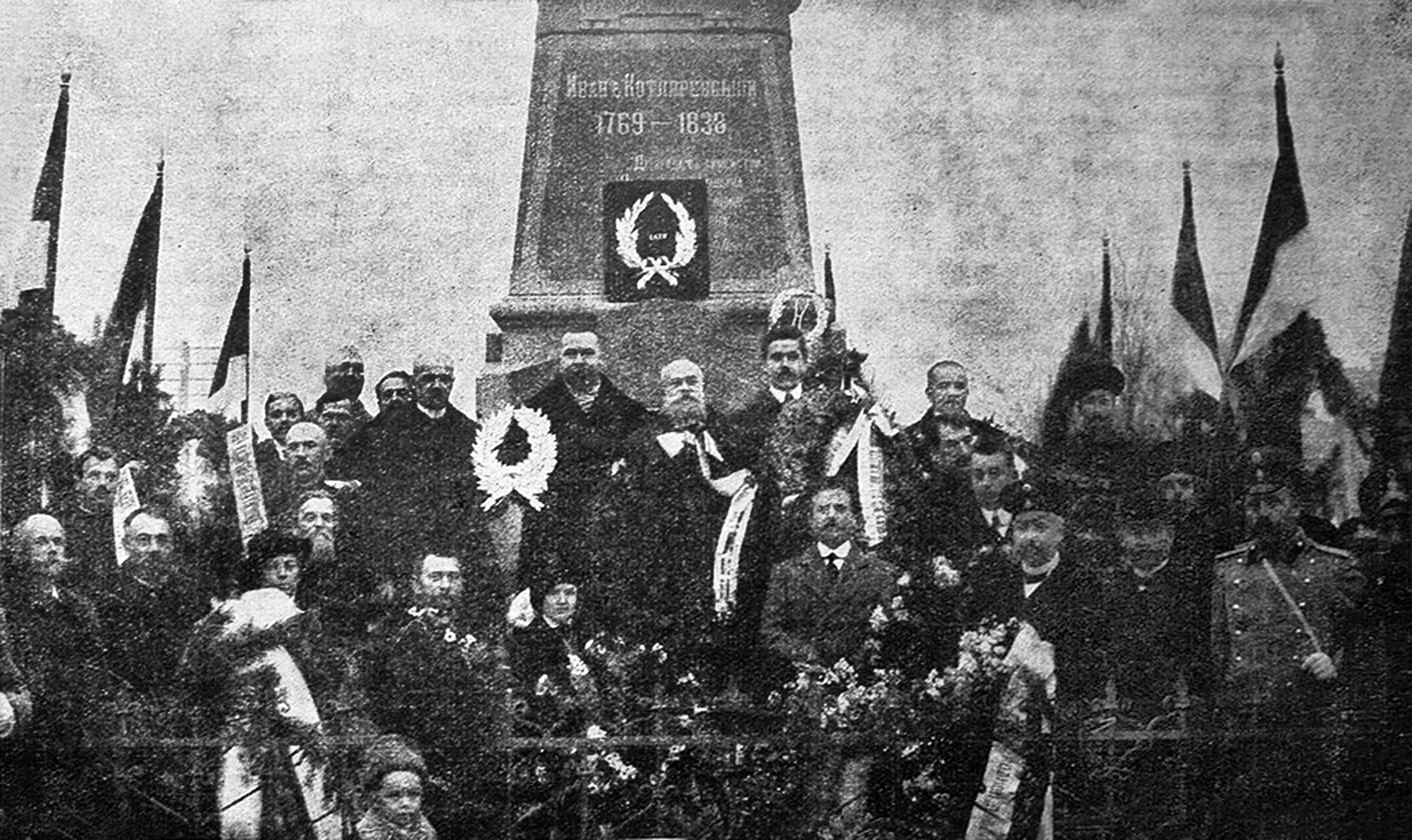
Учасники урочистого покладання вінків до пам'ятника Котляревському Полтаві у день 75-х роковин з дня смерті письменника. У центрі М. Грушевський. Обабіч: М. Міхновський, Ніковський, П. Чижевський, Г. Коваленко та інші. 1913 р.

1969 року в Полтаві на Івановій горі відкритий музей-садиба Івана Котляревського — меморіальний комплекс на основі садиби, де 1769 року народився і мешкав Іван Котляревський.
У багатьох містах України (Київ, Полтава, Чернігів, Вінниця, Хмельницький, Чернівці, Прилуки, Лубни, Бердичів, Самбір тощо) є вулиці, названі на честь поета.
Бульвар Івана Котляревського у Києві.
У Полтаві та Києві є парки, названі на честь поета.
Багато навчальних закладів (школи, ліцеї, виші), закладів культури носять ім'я поета:
- Полтавський міський багатопрофільний ліцей № 1 ім. І. П. Котляревського
- Бендерська гімназія № 3 ім. І. П. Котляревського[19]
- Гадяцьке училище культури імені І. П. Котляревського[20]
- Харківський національний університет мистецтв імені Івана Котляревського
- Полтавська обласна універсальна наукова бібліотека імені Івана Котляревського
- Бібліотека імені Івана Котляревського Шевченківського району м. Києва
- Центральна міська бібліотека ім. І. П. Котляревського (Ізмаїл)

### У філателії та нумізматиці
28 жовтня 1998 року Національний банк України на честь 200-річчя першого видання «Енеїди» у серії «Духовні скарби України» випустив золоту пам'ятну монету номіналом 100 гривень.
22 вересня 2009 року Національний банк України на честь Івана Петровича Котляревського у серії «Видатні особистості України» випустив срібну монету номіналом 5 гривень.
|                                                                  |  |                                                                              |  |                                                                              |  |
| Поштова марка України, присвячена І. П. Котляревському, 1994 рік |  | «Енеїда» Золота пам'ятна монета НБУ номіналом 100 гривень, 1998 року. Реверс |  | «Іван Котляревський» Срібна пам'ятна монета НБУ 5 гривень, 2009 року. Реверс |  |

### У літературі
Український радянський письменник Анатолій Хорунжий зробив штабс-капітана Івана Петровича Котляревського головним героєм історичного оповідання «В тривожний рік» — про внесок українського народу в перемогу 1812 року у війні Російської імперії з Французькою імперією. Оповідання опубліковане в збірці «Давня французька пісенька» 1981 року. Сюжет твору підкреслює, що Іван Котляревський був тоді відомим і популярним як автор поеми «Енеїда» особливо серед українських селян: «Панас „Енеїду“ Вашу напам'ять знає… Офіцери знайшли її в одному маєтку, щовечора читали та реготали, а він тим часом всю її до пам'яті взяв».
Іван Котляревський — герой повісті українського письменника Івана Пільгука «Грозовий ранок». У повісті висвітлені цікаві епізоди з життя письменника, розповідається про його участь у Дунайському поході 1806 року та організації козацького полку для участі у війні 1812 року.
Долі Котляревського також присвячений роман Бориса Левіна «Видно шляхи полтавськії» та його розширений варіант «Веселий мудрець».
Історична повість українського письменника Василя Стрепета «Над Дунаєм, над рікою», адресована підліткам, розповідає про участь Івана Котляревського у військових діях 1806—1807 років, про його хоробрість та військовий хист, а також про роботу над «Енеїдою», якою він займався у перервах між боями.
Науково-популярна біографія «Іван Котляревський: між імперією та Україною» вийшла 2021 року у видавництві «Навчальна книга — Богдан». Автор — Петро Кралюк.

### Пам'ятники

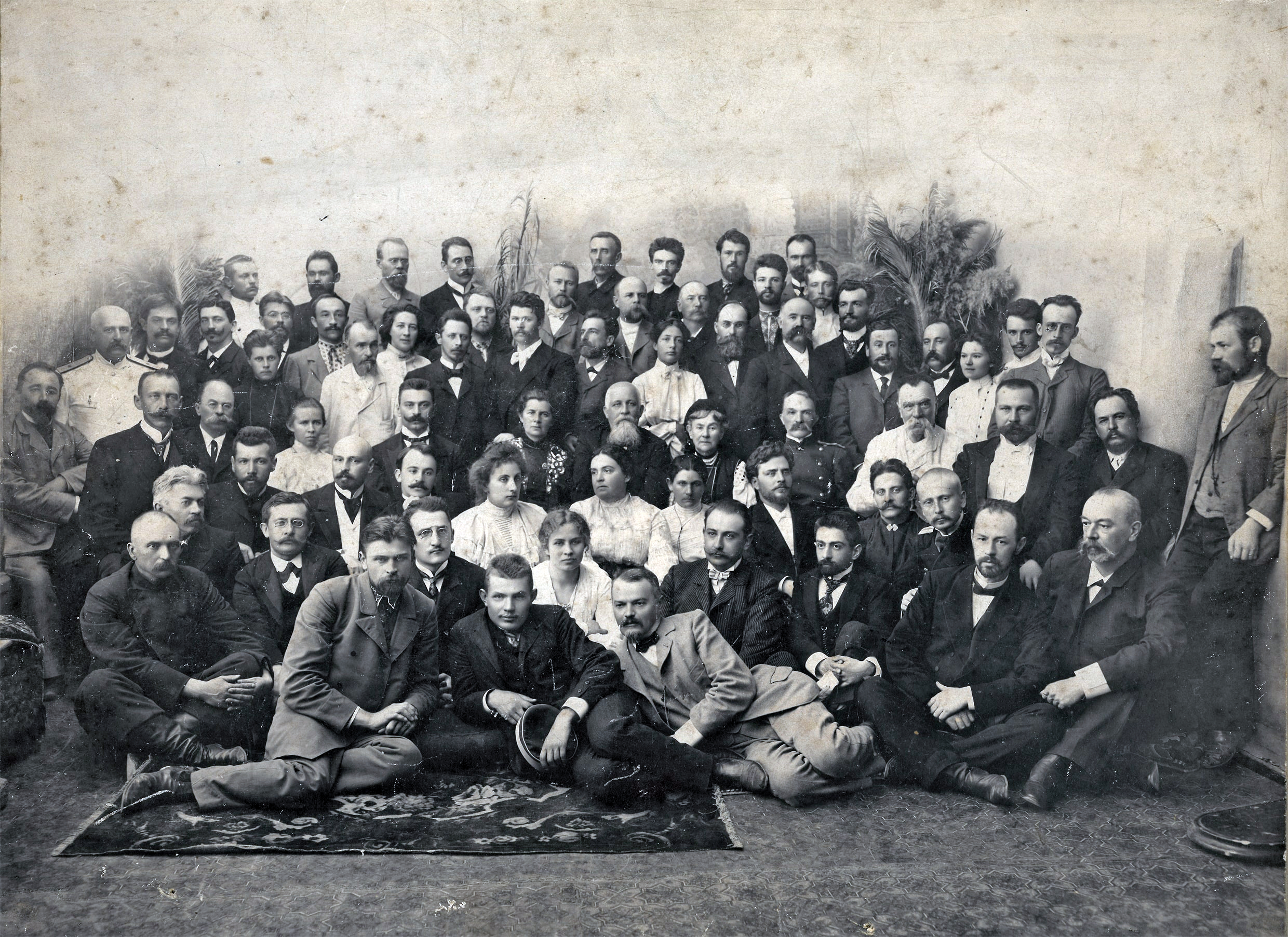
Українські громадські та культурні діячі, що брали участь у заходах з нагоди відкриття пам'ятника у Полтаві, 1903 р.

- Пам'ятник на могилі Івана Петровича Котляревського (скульптор Леонід Позен, художник Василь Волков).[25]
- У 1903 році в Полтаві було споруджено перший у світі пам'ятник Котляревському (скульптор Леонід Позен).[26][27]
- На майдані перед Українським католицьким університетом ім. святого Климента в Римі.[28]
- У 1971 році на території музею-садиби Івана Котляревського встановлене погруддя письменника[29] (скульптор Галина Кальченко). Пам'ятник — подарунок музею — гіпсобетонний бюст заввишки 1,18 м на гранітному постаменті заввишки 1,34 м.
- У 1973 році — пам'ятник-погруддя в Києві (скульптор Галина Кальченко).
- У 2004 році — пам'ятник літописцям Русі-України, подвижникам українського письменства з барельєфом Івана Котляревського і написом «Енеїда» у Чернівцях (скульптор Володимир Гамаль).
- У 2010 році — пам'ятник у місті Бендери на території придністровського військово-історичного комплексу «Бендерська фортеця» (скульптор Петро Герман)
- Погруддя Івану Котляревському в селі Лозино у Яворівському районі Львівської області.

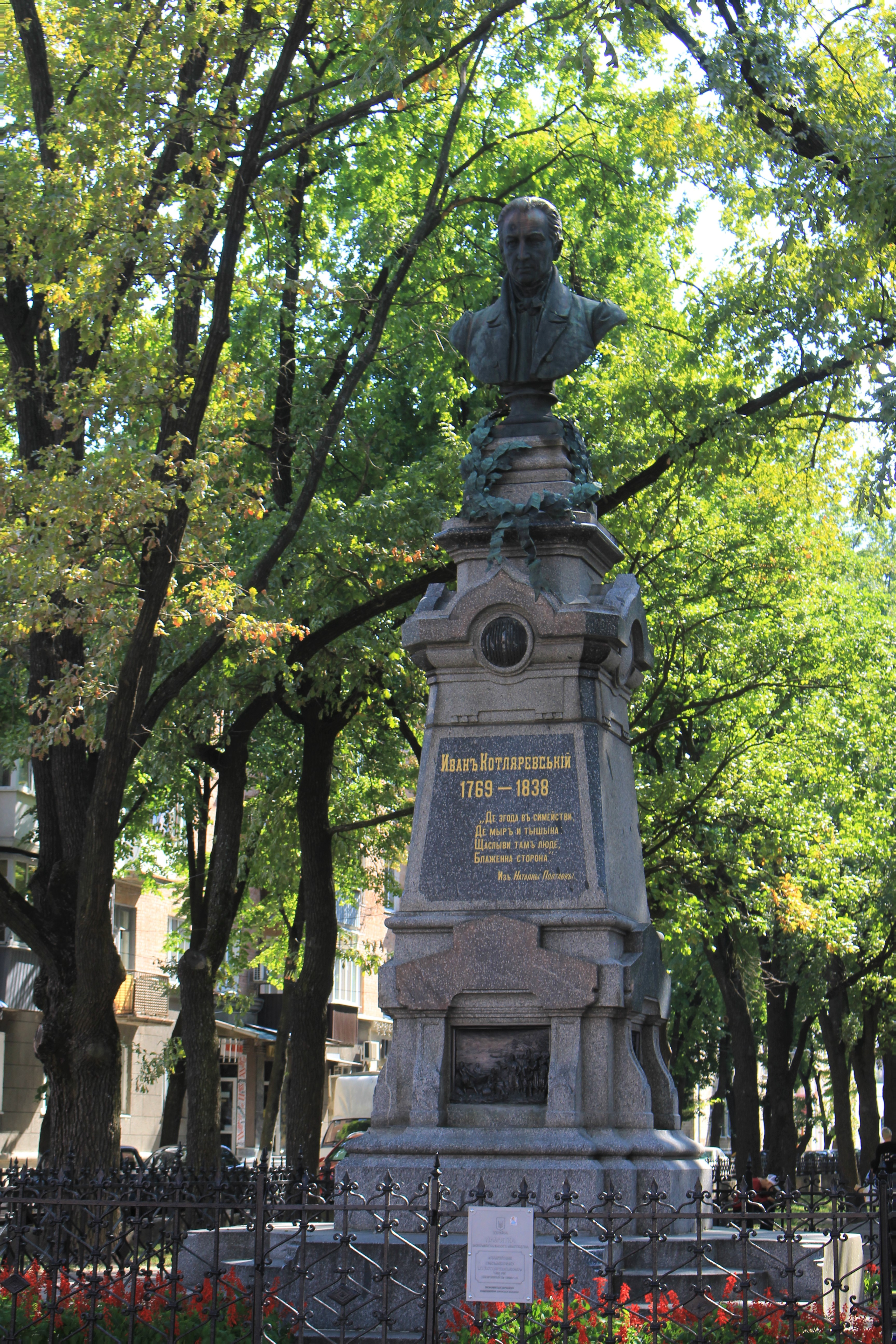
Пам'ятник Івану Котляревському в Полтаві (1903)
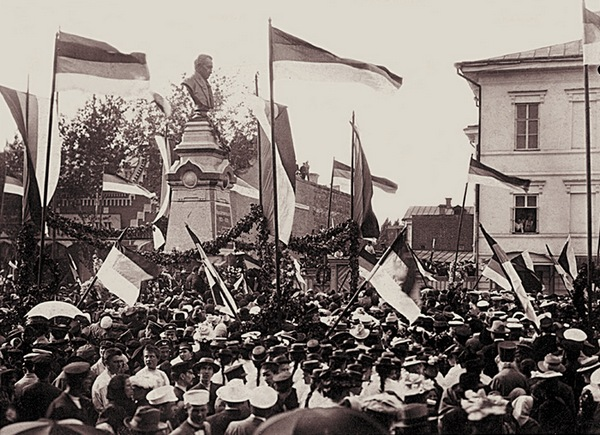
Урочисте відкриття пам'ятника Івану Котляревському у Полтаві 30 серпня (12 вересня) 1903 р.
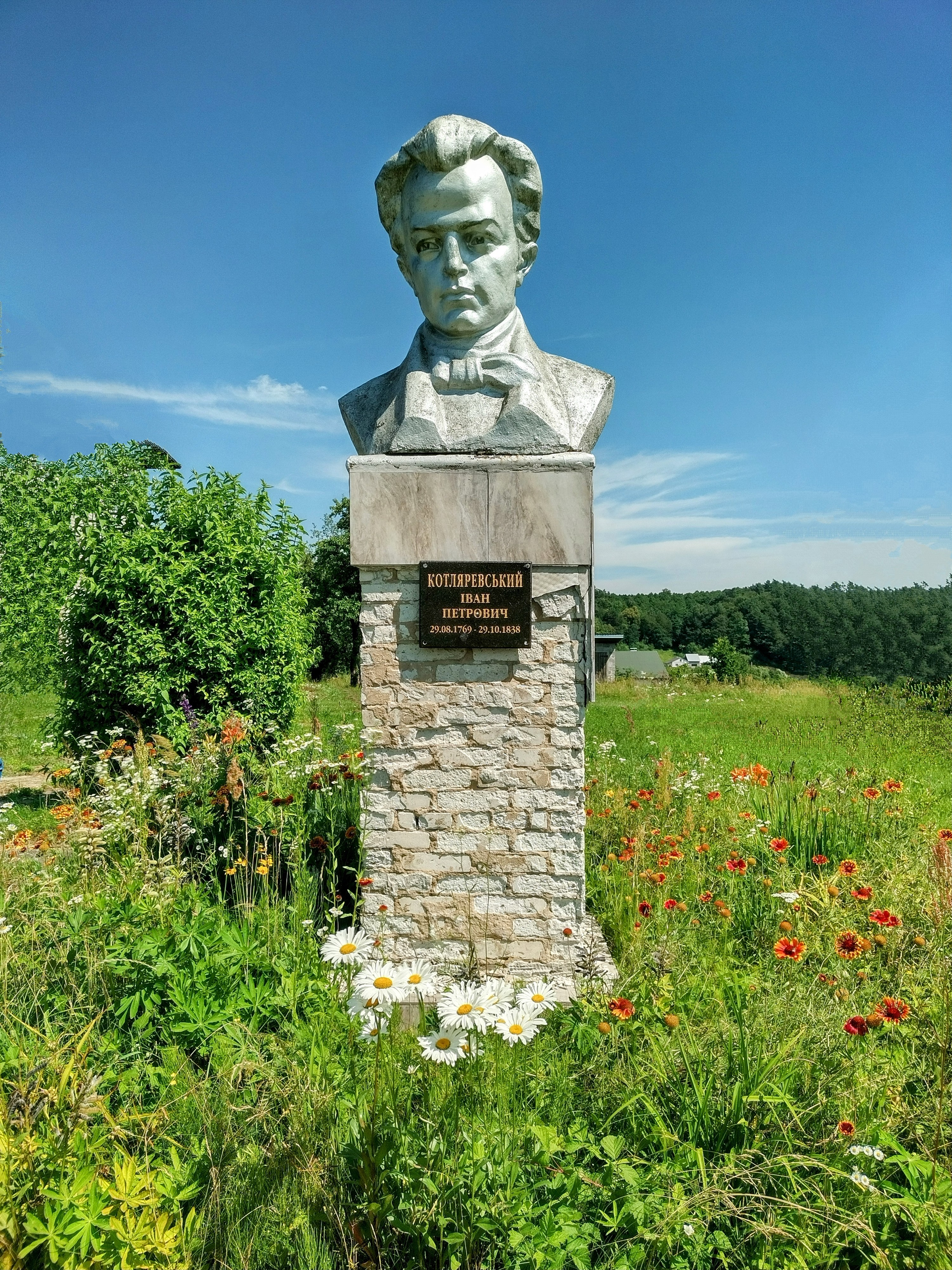
Погруддя Івану Котляревському в селі Лозино
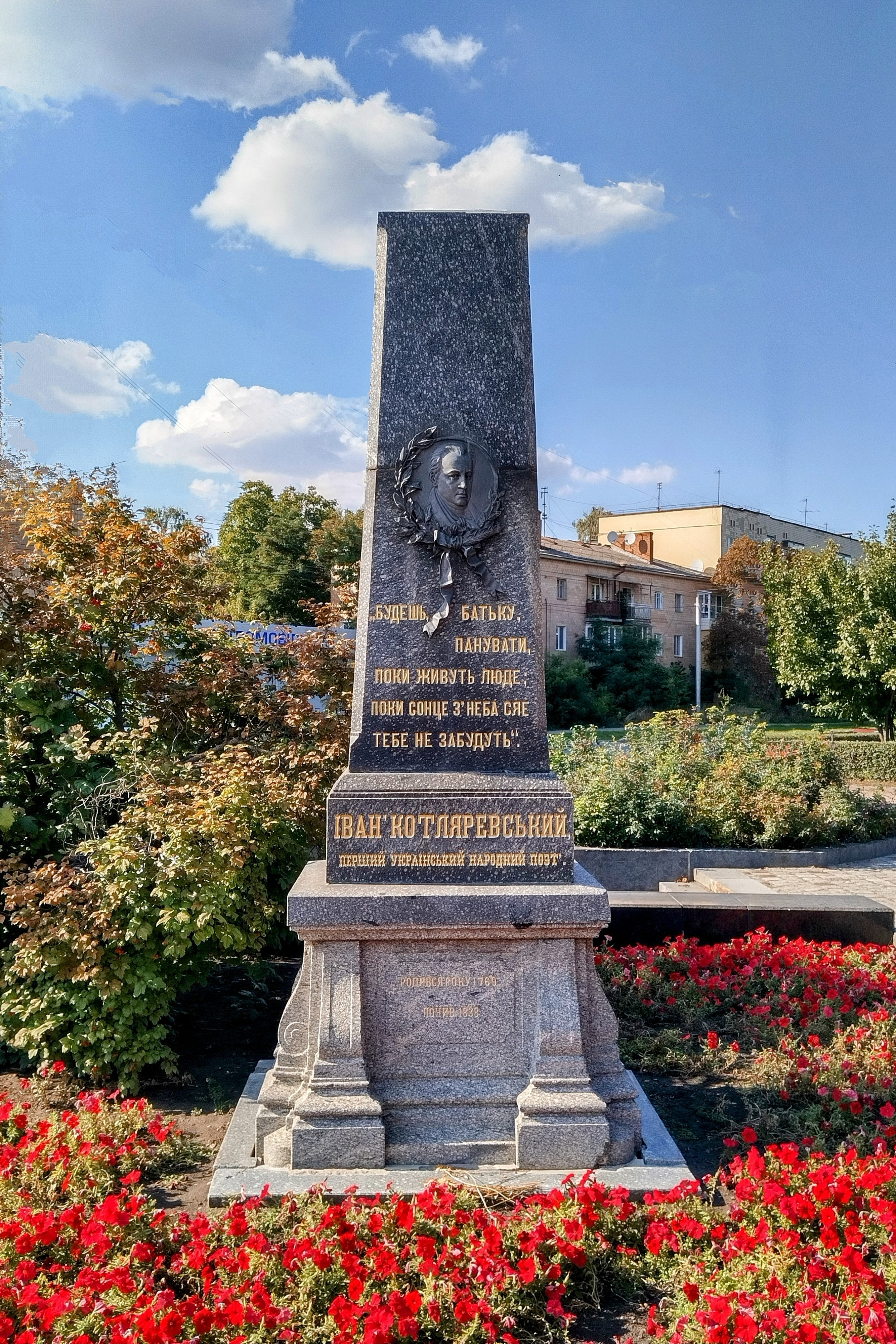
Могила Івана Котляревського у Полтаві
Погруддя на подвір'ї музею-садиби.

### Премії
- З 2007 року відбувається вручення обласної премії імені І. П. Котляревського.
- 1990 року встановлено премію в галузі драматургії і театрального мистецтва імені І. П. Котляревського, яку щорічно присуджують представниками Міністерства культури, Спілки письменників України та Спілки театральних діячів України.[30]

## Твори
- Щоденник: «Журнал воєнних дій 2-го Корпусу військ під керівництвом пана генерала від кавалерії та кавалера барона Мейндорфа» // Записи про перші дії російських військ у турецьку війну 1806 року.

Поеми та п'єси
- Енеїда (1798–1842).
- Москаль-чарівник (1819).
- Наталка Полтавка (1819).

Вірші
- Пісня на Новий 1805 год пану нашому і батьку князю Олексію Борисовичу Куракіну.

Переклади російською
- Ода Сафо // переклад уривку однієї з поем Сафо (переклад з давньогрецької)
- «Роздуми про розташування, з яким слід приступати до читання та думання Святого Євангелія від Луки» // переклад роздумів про Євангеліє від Луки аббата Дюкеня (переклад з французької)

## Екранізації
За мотивами його поеми «Енеїда» Ніною Василенко створено мультфільм «Пригоди козака Енея» (1969), а в 1991 році — «Енеїду» Володимира Дахна. За п'єсою «Наталка Полтавка» знято однойменні кінокартини в 1909, 1936 і 1978 роках (телефільм), а за п'єсою «Москаль-чарівник» — стрічки 1909, 1911 і 1995 років. Про нього знято фільм «Іван Котляревський» (1967 рік, режисер Олександр Ігішев).

## Цікаві факти
- «Енеїду» Котляревського було знайдено в бібліотеці імператора Наполеона.

### Найважливіші повторні видання творів
- Вергилиева Энеида на малороссийский язык перелицованная. [Ч. І, ІІ, III]. — СПб. : тип. Ив. Глазунова, 1808. — 148 с.
- Виргиліева Энеида на малороссійскій языкъ преложенная И. Котляревскимъ. Вновь исправленная и дополненная противу прежнихъ изданій. — СПб. : въ медицинской типографіи, 1809.
- Москаль-чарівник. Малороссийская опера. — М. : тип. Николая Степанова. Вийшла в рамках видання Украинский сборник И. И. Срезневского. Книжка вторая. — X., 1841. — 46 с.[31]
- Москаль-чарівник. — СПб. : тип. Департамента уделов, 1862. — 66 с.
- Наталка Полтавка. Украинская опера. — СПб., 1862. — 80 с.
- Писання. — СПб. : вид. П. Куліша, тип. Департамента уделов, 1862. — 451 с.
- Собрание сочинений на малороссийском языке. — К., 1874. — 409 с.
- Москаль-чаривнык. Вид. 3-тє. — К. : изд. И. Л. Холевинского, 1875. — 64 с.
- Наталка Полтавка. Вид. 4-те. — К. : изд. И. Л. Холевинского, 1875. — 66 с.
- Писання. Виргилиева Енеида. Вид. 3-тє. — К. : изд. И. Л. Холевинского, 1875. — 282 с.
- Собрание сочинений на малороссийском языке. Изд. 2-е. — К., 1875. — 409 с.
- Онищкевич І. Руська бібліотека. Т. І. Писання I. П. Котляревського, В. А. Гоголя, П. П. Артемовського-Гулака. — Львів: з печатні Ін-та Ставропиг., 1877. — С. 1–134.
- Виргилиева Енеида на украинскую мову перелицована. — К. : тип. Б. Л. Фронцкевича, 1878. — 408 с.
- Виргилиева Енеида на украинскую мову перелицована. — Житомир: вид. Панчешникова, 1886. — 304 с.
- Наталка Полтавка (Повесть из малороссийской жизни). — М. : изд. Губанова, 1887. — 107 с.
- Виргилиева Енеида на украинскую мову перелицована. Вид. 10-те. — К. : изд. Гомолинского, 1888. — 320 с.
- Москаль-чаривнык. Малороссийский водевиль в 1 действии. — Одесса: изд. В. Уточкина, 1888. — 63 с.
- Полное собрание сочинений на малороссийском языке. — М. : изд. Русск. книжн. магазина, 1889. — 520 с.
- Наталка Полтавка. Украинская опера в 2-х действиях. — К. : изд. Гомолинского, 1889. — 64 с.
- Виргилиева Энеида на малороссийский язык переложенная. — К.— Одесса: изд. Русск. книжн. музык. магазинов Болеслава Корейво, 1890. — 338 с.
- Енеида на малороссийский язык перелицованная. — СПб. : изд. А. С. Суворина, [1890]. — 290 с.
- Москаль-чаривнык. Малороссийская опера в 1-м действии. — СПб. : изд. А. С. Суворина, 1890. — 43 с.
- Москаль-чаривнык. Малороссийский водевиль в 1-м действии. — К. : тип. Федорова, 1890. — 64 с.
- Наталка Полтавка (Перша українська оперета у 3-х діях). Музику впорядкував М. Лисенко. — К., 1890. — 46 с.
- Наталка Полтавка. За ред. І. С. Левицького. — К. — Одеса: изд. Болеслава Корейво, 1890. — 82 с.
- Полное собрание сочинений на малороссийском языке. С очерком жизни и портретом автора. — М. : изд. Русск. книжн. магазина, 1890. — 520 с.
- Полное собрание сочинений на малороссийском языке. С биографией автора и словарем к Энеиде, составленным С. П. Катрановым. — К. — Одесса: изд. Книжн. музык. магазинов Болеслава Корейво, 1890. — 495 с.
- Наталка Полтавка. Малороссийская опера в 2-х действиях. — СПб. : изд. А. С. Суворина, 1891. — 59 с.
- Наталка Полтавка. Украинская опера. — М. : тип. Вильде, 1894. — 108 с.
- Собрание сочинений на малороссийском языке. — Полтава: изд. Полт. губ. земства, 1896. — 440 с.
- Собрание сочинений на малороссийском языке. — М. : изд. И. А. Морозова, 1897. — 280 с.
- Виргилиева Энеида на малороссийский язык переложенная. — К. : тип. Н. Т. Корчак-Новицкого, 1898. — 145 с.
- Энеида на малороссийский язык перелицованная. — Львів: вид. Наук, т-ва ім. Т. Г. Шевченка, 1898. — 113 с.
- Наталка Полтавка. Малороссийская опера в 2-х действиях. СПб. : изд. А. С. Суворина, [1898]. — 59 с.
- Перше видання Енеїди І. Котляревського, передруковане в столітню річницю його. — Львів: наклад книгарні Наук. т-ва ім. Шевченка, 1898. — 113 с.
- Виргилиева Энеида на малороссийский язык переложенная. — К. : Унив. тип, 1899. — 145 с.
- Наталка Полтавка (Малороссийская опера). Проверенный текст. (по изданию 1838 г. и открытому списку 1820 г.). — К, 1903. — 47 с.
- Наталка Полтавка. Малороссийская опера в 2 д. с нотами на все мотивы. — Одесса: изд. Д. Сегон, 1903. — 35 с.
- Твори Івана Котляревського, Петра Артемовського-Гулака, Євгенія Гребінки. — Львів: вид. т-ва «Просвіта», 1904. — 360 с.
- Енеида на малороссийский язык перелицованная. — СПб. : изд. А. С. Суворина, 1904. — 296 с.
- Наталка Полтавка. Малороссийская опера в 2-х действиях. — К. : изд. Т. А. Губанова, 1908. — 25 с.
- Наталка Полтавка. З споминками Ів. Тобілевича. — Полтава: вид. Г. І. Маркевича, 1909. — 55 с.
- Твори. — К. : Вік, 1909. — 293 с.
- Енеїда на українську мову перелицьована. [К.]: друк. Гросмана, 1912. — 224 с.
- Твори. Кн. I, П. К, 1912. Кн. І. Енеїда, 208 с.; кн. II. Наталка Полтавка. Укр. опера на 2 дії. Москаль-чарівник. Водевіль на одну дію. 88 с.
- Собрание сочинений. На малорусском языке. — СПб. : тип. П. Я. Синченко, 1913. — 279 с.
- Енеїда. На українську мову перелицьована. З життєписом і словником. — К. : вид. Є. Череповського, 1918. — 252 с.
- Збірник творів. — Катеринослав, Укрвидав, 1918. — XIV + 272 с.
- Наталка Полтавка. Українська оперета. — [Катеринослав], вид-во «Слово», 1918. — 40 с.
- Москаль-чаривнык (Малороссийский водевиль в одном действии). Малороссийский сборник повестей, сцен, рассказов и водевилей. — М., 1900. — 221 с.
- Полное собрание сочинений на малороссийском языке. С портретом, биографией автора и словарем к «Энеиде», составленным С. П. Катрановым. — Изд. 3-е. — К. — Одесса, изд. Книжн. магазинов Б. Корейво, 1900. — 495 с.
- Віргілієва Енеїда на українську мову перелицьована. — К. : изд. Т. А. Губанова, 1901. — 248 с.
- Москаль-чаривнык. Малороссийский водевиль в 1-м действии. — К. : тип. Т. А. Губанова, 1901. — 107 с.
- Наталка Полтавка. Украинская опера в 2-х действиях. — К. : изд. Т. А. Губанова, 1901. — 107 с.
- Собрание сочинений на малороссийском языке. — М. : изд. И. А. Морозова, тип. Вильде, 1901. — 280 с.
- Наталка Полтавка. Українська опера на 2 дії. — [К.]: вид-во «Криниця», 1918. — 64 с.
- Твори. — Вид. 2-ге. — К. : Вік, 1918. — 170 с.
- Енеїда. На українську мову перелицьована. Поема в 6-ти частинах. З примітками та критичними статтями. — К. : вид-во «Криниця», 1919. — XXIV + 224 с.
- Віргілієва Енеїда. Текст із 1-го повного видання для шкільного ужитку приготовив В. Щурат. — Львів, наклад, книгарні Наук, т-ва ім. Т. Г. Шевченка, 1924. — 184 с.
- Енеїда / Передмова Юр. Меженка. — К. : вид-во «Час», 1926. — 239 с.
- Твори. — К. : ДВУ, 1926. — 366 с.
- Твори [Повне зібрання]. — К. : вид-во «Час», 1926. — 302 с.
- Енеїда. Передмова І. Айзенштока. — [X.]: Книгоспілка, [1928]. — XLVI + 252 с.
- Твори. — [X.]: ДВУ, 1928. — 366 с.
- Твори. — Львів: вид. т-ва «Просвіта», 1928. — 344 с.
- Енеїда. — К. : Книгоспілка, 1930. — 250 с.
- Наталка Полтавка. Українська опера на 2 дії. — X.—Дніпропетр. : ДВУ, 1930. — 78 с.
- Твори. [X.]: ДВУ, 1930. — 366 с.
- Енеїда / Передмова І. Айзенштока. — X.—К. : ЛІМ, 1931. — XXXVI+297 с.
- Енеїда (Поема). — Вид. 2-ге. — X. : ЛІМ, 1933. — 408 с.
- Москаль-чарівник. Український водевіль на одну дію. — [К.—X.]: Держлітвидав УРСР, 1935. — 48 с.
- Наталка Полтавка. Українська опера на дві дії. — [К.—X.]: Держлітвидав, 1935. — 64 с.
- Вергілієва Енеїда / Вступна стаття М. Новицького. — К: Держлітвидав, 1936. — XV + 264 с.
- Вибрані твори. В одному томі / Передмова М. Новицького. — [К.—X.]: Держлітвидав, 1936. — XXII + 134 с.
- Наталка Полтавка. Українська опера на 2 дії. — К.—X. : Держлітвидав, 1936. — 56 с.
- Вергілієва Енеїда. — К.—X. : Держлітвидав, 1937. — 152 с.
- Вибрані твори. — [К.—X.]: Держлітвидав, 1937. 157 с.
- Вибрані твори. В 1 т. / Передмова М. Новицького. — Вид. 2-ге. — К.—X. : Держлітвидав, 1937. — 400 с.
- Наталка Полтавка; Москаль-чарівник. — [X.] : Дитвидав, 1937. — 79 с.
- Вергілієва Енеїда. — К. : Держлітвидав УРСР, 1938. — 256 с.
- Енеїда. — [X.], Дитвидав, 1939. — 292 с.
- Наталка Полтавка. Українська опера на дві дії. — М. : Укрдержвидав, 1943. — 64 с.
- Енеїда. — [К.]: Укрдержвидав, 1944. 263 с.
- Москаль-чарівник. Український водевіль на одну дію. — К. : Мистецтво, 1945. — 49 с.
- Енеїда / [Вступна стаття; «Сто п'ятдесят років „Енеїди“»]. — К. : Держлітвидав України, 1948. — 153 с.
- Наталка Полтавка. Українська опера на дві дії. — К. : Мистецтво, 1948. — 55 с.
- Твори. Вступна стаття І. Стебуна. — К. : Держлітвидав України, 1948. — 214 с.
- Твори. — К. : Держлітвидав України, 1948. — 212 с.
- Енеїда; Наталка Полтавка; Москаль-чарівник. — К. : Держлітвидав України, 1950. — 220 с.
- Повне зібрання творів. В 2-х т. — К. : Вид-во АН УРСР, 1952—1953. — T. І. Вступна стаття А. Шамрая. 1952. — 536 с.
- Енеїда. — К. : Держлітвидав України, 1953. — 128 с.
- Энеида / Перевод с укр. И. Бражнина. Вступ. статья И. Еремина. — M. : Гослитиздат, 1953. — 224 с.
- Наталка Полтавка. Українська опера на дві дії. — К. : Мистецтво, 1953. — 55 с.
- Повне зібрання творів. В 2 т. — К. : Вид-во АН УРСР, 1952—1953. Т. II. Вступна стаття Є. П. Кирилюка. 1953. — 188 с.
- Енеїда. — К. : Держлітвидав України, 1955. — 200 с.
- Энеида / Перевод с укр. И. Бражнина. Вступ. статья И. П. Еремина. — М. : Гослитиздат, 1955. — 259 с.
- Москаль-чарівник. Комедія на одну дію. — К. : Мистецтво, 1955. — 43 с.
- Наталка Полтавка / Вступна стаття А. Шамрая. — К. : Мистецтво, 1955. — 75 с.
- Наталка Полтавка. Українська опера на дві дії. — К. : Держлітвидав України, 1957. — 58 с.
- Твори. Вст. ст. Є. П. Кирилюка. — К. : Держлітвидав України, 1957. — 397 с.
- Энеида / Перевод с укр. [і передмова] К. Худенского. — Калининград: Калининградская правда, 1957. — 271 с.
- Твори / Вступна стаття Є. П. Кирилюка. — К. : Держлітвидав України, 1960. — 360 с.
- Поетичні твори, драматичні твори, листи // вст. ст. М. Яценка, упорядк. та прим. М. Максименко — К. : Наукова думка, 1982—320 с. (Б-ка укр. л-ри: Дожовтн. укр. л-ра).
- Котляревський І. П. Енеїда / І. П. Котляревський ; худож.-іл. А. Д. Базилевич. — Харків: Фоліо, 2005. — 301, 2 с. : іл. [Архівовано 1 жовтня 2020 у Wayback Machine.]
- Котляревський І. Енеїда: поема, п'єси / Іван Котляревський. — Харків: Фоліо, 2008. — 348, 2 с. : іл. — (Українська класика). [Архівовано 29 вересня 2020 у Wayback Machine.]
- Котляревський І. Енеїда / Іван Котляревський. — Харків: Фоліо, 2013. — 349, 2 с. : іл. — (Шкільна бібліотека української та світової літератури). [Архівовано 1 жовтня 2020 у Wayback Machine.]
- Котляревський І. Наталка Полтавка ; Москаль-чарівник: п'єси / Іван Котляревський. — Харків: Фоліо, 2014. — 88, 2 с. : іл. — (Шкільна бібліотека української та світової літератури). [Архівовано 29 вересня 2020 у Wayback Machine.]

### Додаткова література
- Масенко Л. Т. Котляревський Іван Петрович // Українська мова : енциклопедія / НАН України, Інститут мовознавства ім. О. О. Потебні, Інститут української мови; редкол.: В. М. Русанівський  (співголова), О. О. Тараненко (співголова), М. П. Зяблюк та  ін. — 2-ге вид., випр. і доп. — К. : Вид-во «Укр. енцикл.» ім. М. П. Бажана, 2004. — 824 с. : іл. — ISBN 966-7492-19-2. — С. 277—278.
- Бондарчук П. Котляревський Іван Петрович // Енциклопедія історії України : у 10 т. / редкол.: В. А. Смолій (голова) та ін. ; Інститут історії України НАН України. — К. : Наукова думка, 2009. — Т. 5 : Кон — Кю. — С. 235. — ISBN 978-966-00-0855-4.
- Айзеншток І. «Енеїда» Котляревського // Котляревський І. Енеїда. — X. — К. : вид-во «ЛІМ», 1931. — С. V—XXXVI.
- Айзеншток І. І. Котляревський і українська література // Наукові записки Науково-дослідн. кафедри укр. культури. — X., 1927. — № 6. — 289 с.
- Айзеншток І. Котляревський як поет // Котляревський І. Енеїда. — X., 1928. — С. VII–XLVI.
- Бужинський М. Метрика І. П. Котляревського.— Україна, 1926. — № 5. — С. 70.
- Бурій В. Веселий мудрець — Іван Котляревський / В. Бурій // Місто робітниче: Ватутінська міська громадсько- політична газета. — 2004. — С. 4.
- Возняк М. Іван Котляревський (його життя й творчість) / В кн.: Котляревський Іван. Твори. — Львів: вид-во «Просвіта», 1928. — С. V–XXVIII.
- Енциклопедія «Черкащина» / Упорядник Віктор Жадько. — К., 2010. — С. 466.
- Єфремов Сергій. Рецензія на: Котляревський Ів., Енеїда, на укр. мову перелицьована. Київ, 1912 («Рада», 1912, ч. 89).
- Жадько В. Український некрополь. — К., 2005. — С. 208.
- Нахлік Є. Перелицьований світ Івана Котляревського: текст — інтертекст — контекст. — Львів, 2015. — 543 с. : іл.
- Ніна Воскресенська про Олександра Македонського, Клеопатру, Івана Котляревського, Гаррі Гудіні, Фрітьофа Нансена / Н. Воскресенська. — К. : Грані-Т, 2007. — 120 с. — (Життя видатних дітей). — ISBN 978-966-2923-86-5.
- Кулжинский И. Некоторые замечания касательно истории и характера малороссийской поэзии // Украинский вестник. — 1825. — Ч. 5. — № 2. — С. 100—101; Ч. 5. — № 3. — С. 186—187. (рос.)
- Стеблин-Каминский с. Биография поэта Котляревского // Северная пчела. — 1839. — № 146. (рос.)
- Галанин И. Котляревский // ЖМНП. — 1841. — Ч. 32. — Отд. 6. — С. 44. (рос.)
- Пассек В. Котляревский и его «Энеида», издаваемая в Харькове // Москвитянин. — 1841. — Ч. 2. — № 4. — С. 562—567. (рос.)
- Вергилиева «Энеида», на малороссийский язык переложенная И. Котляревским. — Харьков, в университ. типографии, 1842. — С. 428. / Рец. : Библиотека для чтения. — Т. 56. — 1843. — Отд. 6. — С. 46–49. (рос.)
- Сементовский Н. Биографические заметки о Котляревском // Северная пчела. — 1846. — № 82–84. (рос.)
- Головацкий Я. Иван Котляревский // Пчола. — 1849. — № 3. (рос.)
- И. Г. Иван Петрович Котляревский // ЖМНП. — 1849. — Ч. 64. — № 10. — С. 37–41. (рос.)
- [Терещенко А.] Иван Петрович Котляревский // Основа. — 1861. — № 2. — С. 160—175. (рос.)
- H. М. Краткий исторический очерк украинской литературы [Архівовано 7 січня 2019 у Wayback Machine.] // Основа, 1862. — № 3. — С. 53–57. (рос.)
- Стеблин-Каминский Ст. Воспоминания о И. П. Котляревском // Полт. губ. ведомости. — 1866. — № 45–47. (рос.)
- Стеблин-Каминский Ст. Воспоминания об И. П. Котляревском. Из записок старожила. — Полтава, 1869. — 39 с. (рос.)
- Стеблин-Каминский Ст. Воспоминания об И. П. Котляревском. Из записок старожила. — Вид. 2-ге. — Полтава. — 1871. — 39 с. (рос.)
- Українець [Драгоманов М.] Література російська, великоруська, українська і галицька // Правда. — 1874. — № 2. — С. 59–69.
- Стеблин-Каминский Ст. Воспоминания об И. П. Котляревском (Из записок старожила). — Полтава, 1883. — 44 с. (рос.)
- Горленко В. Из бумаг И. П. Котляревского // Киев. старина. — 1883. — № 5. — С. 146—154. (рос.)
- Н. М. В. [Минский]. Иван Петрович Котляревский (Критико-биографический очерк) // Новь. — Т. I, 1884. — № 4, декабрь. — С. 702—713; 1885. — № 5, январь. — С. 126—133. (рос.)
- Науменко В. К пятидесятилетию со дня смерти Ивана Петровича Котляревского // Киев. старина. — 1888. — № 11. — С. 374—394. (рос.)
- [Без підп.] Энеида, перелицованная на малороссийский язык И. П. Котляревский. Изд. А. С. Суворина. СПб. / Рец. : Русская мысль. — 1889. — № 9. — С. 379—380.
- Катранов с. Иван Петрович Котляревский. Биографический очерк / В кн. : Котляревский И. П. Полное собрание сочинений на малороссийском языке. — К. — Одесса, 1890. — С. III—XXIX. (рос.)
- Чайченко В. [Грінченко Б.] Іван Котляревський, український письменник. Життєписне оповідання. — Львів, 1891. — 38 с.
- Дашкевич Н. Вопрос о литературном источнике украинской оперы И. П. Котляревского «Москаль-чарівник» // Киев. старина. — 1893. — № 12. — С. 451—481. (рос.)
- Перетц В. К исследованию о литературном источнике оперы И. П. Котляревского «Москаль-чарівник» // Киев. старина. — 1894. — № 3. — С. 548—551. (рос.)
- Боцяновский Вл. К вопросу об источнике водевиля Котляревского «Москаль-чарівник» // Киев. старина. — 1894. — № 10. — С. 151—154. (рос.)
- Сумцов Н. Ф. К предстоящему юбилею «Энеиды» И. П. Котляревского // Киев. старина. — 1897. — № 1. — С. 7–10. (рос.)
- Гринченко Б. Изменения текста «Энеиды» И. П. Котляревского // Киев. старина. — 1897. — № 3. — С. 74–76. (рос.)
- А. Л[азаревский]. Поездка в Полтаву // Киев. старина. — 1897. — № 4. — С. 67–77. (рос.)
- Бучневич В. Е. Домик Котляревского и памятник его в Полтаве // Историч. вестник. — 1897. — № 12. — С. 943—947. (рос.)
- [Гринченко Б.] Иван Котляревский. Описание его жизни. — Полтава: вид. Губ. земства, 1898. — 48 С. (рос.)
- Коваленко Гр. Иван Котляревский. Биографический очерк. — Чернігів: тип. Губ. земства, 1898. — 20 с. (рос.)
- На великі роковини в пам'ять Івана Котляревського. — Перемишль: видав Володимир Масляк, 1898. — 56 с.
- Дашкевич Н. Малорусская и другие бурлескные (шутливые) Энеиды // Киев. старина. — 1898. — № 9. — С. 145—188. (рос.)
- Коваленко Грицько. Століття «Енеїди» Івана Котляревського // ЛНВ. — т. IV. — 1898. — Кн. 10. — С. 1–10.
- Франко Іван. Писання I. П. Котляревського в Галичині // ЗНТШ. — т. XXVI. — 1898. — Кн. 6. — С. 1–14. [Див.: Франко Іван. Твори. В 20 т. — Т. XVI. Літературно-критичні статті. — К. : Держлітвидав України, 1955. — С. 298—310.].
- О. М[аковей]. Столітні роковини відродження українсько-руського письменства // ЗНТШ. — т. XXVI. — 1898. — Кн. 6. — С. 1–14; також: ЛНВ. — т. IV. — 1898. — Кн. 11. — С. 101—114.
- Василенко В. О юбилее и памятнике И. П. Котляревскому в Полтаве // Киев. старина. — 1898. — № 12. — С. 71–75. (рос.)
- Масляк В. Значення Ів. Котляревського в руській літературі // Руслан. — 1898. — № 269—272; Діло. — 1898. — № 268—269.
- Франко Іван. Галицький «Москаль-чарівник» // ЗНТШ. — Т. XXVII. — 1899. — Кн. 1. — С. 1–22. [Див.: Франко Іван. Про театр і драматургію. К. : Вид-во АН УРСР, 1957. — С. 156—159].
- Срезневский Вс. Знакомство И. И. Срезневского с И. П. Котляревским // Киев. старина. — 1899. — № 1. — С. 1–8. (рос.)
- Коваленко Гр. [Б. Гринченко]. Иван Котляревский. Описание его жизни. Полтава, 1898. 48 С. / Рец. : ЛНВ. — Т. VII. — 1899. — Кн. 9. — С. 200. (рос.)
- Житецкий П. Энеида И. П. Котляревского и древнейший список ее // Киев. старина. — 1899. — № 10. — С. 1–30; № 11. — С. 127—166; № 12. — С. 277—300.
- Грінченко Б. В справі рецензії на книжку Б. Грінченка «Иван Котляревский» // ЛНВ. — т. VIII. — 1899. — Кн. 10. — С. 39–40.
- Житецкий П. «Энеида» Котляревского и древнейший список ее в связи с обзором малорусской литературы XVIII в. — К. : изд. «Киев, старина», 1900. — 174+130 с. (рос.)
- Житецкий П. «Энеида» Котляревского и древнейший список ее в связи с обзором малорусской литературы XVIII в. [Продовження] // Киев. старина, 1900. — № 1. — С. 16–45; № 2. — С. 163—191; № 3. — С. 312—336, (рос.)
- Франко Іван. П. Житецкий. «Энеида» И. П. Котляревского и древнейший список ее (Киевская старина, 1899, X—XII, 1900, I—III) / Рец. : ЗНТШ. — т. XXXVIII. — 1900. — Кн. 6. — С. 24–41. (рос.)
- Коваленко Гр. В справі рецензії на книжку Б. Грінченка «Иван Котляревский. Описание его жизни» // ЛНВ. — т. IX. — 1900. — Кн. I. — С. 64–65.
- Ефименко А. Котляревский в исторической обстановке // Вестник Европы, 1900. — № 3. — С. 320—339. (рос.)
- Студинський Кирило. Козацтво і гайдамаччина в «Енеїді» Котляревського / В кн.: Студинський Кирило. Літературні замітки. — Львів, 1901. — С. 5–32.
- Дашкевич Н. Старейший список «Малороссийской Энеиды» И. П. Котляревского // Чтения в ис. общ-ве Нестора летописца. — Кн. IV. — 1901. — Вип. I. — Отд. II. — С. 33–42. (рос.)
- Сперанский М. Заметки к истории «Энеиды» И. П. Котляревского. — Львів. : изд. «Галицко-русской Матицы», 1902. — 16 с. (рос.)
- Кочубей М. Н. К вопросу о генетической связи «Москаля-чарівника» и «Простака». — СПб. : Изд-во худ. печати, 1902. — 60 с. (рос.)
- Грінченко Б. Оповідання про Івана Котляревського. — СПб., 1902. — 32 с.
- Срезневский В. И. О нескольких автографах И. П. Котляревского // ЖМНП. — 1902. — № 3. — С. 119—131. (рос.)
- Василенко Ник. К биографии И. П. Котляревского // Киев. старина. — 1902. — № 4. — С. 1–5. (рос.)
- Отчет о сооружении памятника И. П. Котляревскому в г. Полтаве. — Полтава: изд. Полт. гор. управы, 1903. — 33 с. (рос.)
- Тобілевич I. (Карпенко-Карий). «Наталка Полтавка». Сторінка з споминів / Літературний збірник, зложений на спомин О. Кониського. — К. : вид-во «Вік», 1903. — С. 102—110. [Див.: Хрестоматія критичних матеріалів. — Т. І. — К. : Рад. школа, 1947. — С. 30–35].
- Малинка А. К вопросу об источнике «Москаля-чарівника» Котляревского // Киев. старина. — 1903. — № 7–8. — С. 1–4. (рос.)
- [Без підп.] Открытие памятника И. П. Котляревскому // Историч. вестник, 1903. — № 10. — С. 331—335. (рос.)
- Дмитриев Н. К истории открытия памятника И. П. Котляревскому в г. Полтаве // Киев. старина. — 1903. — № 10. — С. 153—167.(рос.)
- Ефименко А. И. П. Котляревский // Журнал для всех. — 1903. — № 10. — С. 1223—1228. (рос.)
- И. П. Котляревский (Опыт характеристики) // Русская мысль. — 1903. — № 10. — С. 125—140. (рос.)
- Коваленко Гр. Деятельность и значение И. П. Котляревского в истории украинского общества // Земский сборник Черниг. губ. — 1903. — Кн. 10–11. — С. 152—163. (рос.)
- В. — подав. До характеристики семінарських часів Івана Котляревського // ЛНВ. — Т. XXIV. — 1903. — Кн. 12. — С. 209—215.
- Сумцов Н. Ф. Бытовая сторона «Энеиды» И. П. Котляревского / В кн.: Сумцов Н. Ф. Из украинской старины. — X. : тип. «Печатное дело», 1905. — С. 14–35. (рос.)
- Срезневский В. К биографии И. П. Котляревского // Киев. старина. — 1905. — № 6. — С. 239—242. (рос.)
- Павловский И. Фр. Участие И. П. Котляревского в формировании малоросских казачьих полков в 1812 г. // Киев. старина. — 1905. — № 6. — С. 309—320. (рос.)
- П-ко Вл. И. П. Котляревский — ученик Екатеринославской семинарии. // Киев. старина. — 1905. — № 7–8. — С. 46–47. (рос.)
- Павловский И. Фр. К биографии И. П. Котляревского // Киев. старина. — 1905. — № 10. — С. 1–10; № 11–12. — С. 65–66. (рос.)
- Павловский И. Фр. Полтава в XIX столетии (Очерки по архивным данным, с рисунками) // Киев. старина. — 1905. — № 11–12. — С. 328—342. (рос.)
- Кримський А. Ода Сафо в перекладі Ів. Котляревського // ЛНВ. — Т. XXXIII. — 1906. — Кн. 3. — С. 516—517.
- Доманицький В. Ода Сафо в перекладі І. Котляревського // Україна. — 1907. — № 7–8. — С. 234—236.
- Павловский И. И. П. Котляревский. Биографический очерк. — X., 1908. 31 с. (рос.)
- Жук Михайло. Ілюстровані твори Котляревського («Твори» Ів. Котляревського, Київ, 1909) / Рец. : ЛНВ. — т. XXVIII. — 1909. — Кн. 10. — С. 142—146.
- Грінченко Б. Оповідання про Івана Котляревського. — [К.]: вид. М. Грінченко, [1912]. — 32 с.
- Щепотьев Вл. Демократические симпатии И. П. Котляревского // Труды Полтавской ученой архивной комиссии, вип. VIII, Полтава, 1912. — С. 37–45. (рос.)
- Короленко В. Г. Случайные заметки. Котляревский и Мазепа // Русские записки. — 1916. — № 10. — С. 284—296. [Див.: Короленко В. Г. Собрание сочинений. В 10 т. — Т. 8. — М. : Гослитиздат, 1955. — С. 373—378]. (рос.)
- Житецький П. Г. «Енеїда» Котляревського в зв'язку з оглядом української літератури XVIII століття. — К., 1919. — 120 с.
- Марковський М. Найдавніший список «Енеїди» І. П. Котляревського і деякі думки про генезу цього твору. — К. : Вид-во УАН, 1927. — 182 с. — (Збірник іс.-філол. відд. — № 44).
- Якимович с. Приповідки І. П. Котляревського // Етнограф. вісник, 1928. — Кн. 7. — С. 207—210.
- Новицький М[икола]. «Енеїда» І. П. Котляревського / В кн.: Котляревський Іван. Вергілієва Енеїда. — К. : Держлітвидав, 1936. — С. V—XXXIX.
- Плющ П. П. До характеристики мовних засобів гумору в «Енеїді» Котляревського / Мовознавство (Ін-т мовознавства АН УРСР). — Т. 4–5. — 1947. — С. 18–33.
- Новицький М[икола]. І. П. Котляревський і його творчість / В кн.: Котляревський І. П. Вибрані твори. — Вид. 2-ге. — [К. — X.], Держлітвидав, 1937. — С. 5–42.
- Стебун І. І. П. Котляревський / В кн.: Котляревський І. П. Твори. — К. : Держлітвидав України, 1948. — С. 3–12.
- Чаговець В. Невмируща Наталка / В кн.: Котляревський І. Наталка Полтавка. — К. : Мистецтво, 1948. — С. 47–55.
- Волинський П. К. І. П. Котляревський і російська література // Наукові записки (Київський пед. ін-т). — Т. 7. — Філол. серія. — № 2, 1948. — С. 117—140.
- Волинський П. К. До 150-річчя виходу в світ «Енеїди» І. П. Котляревського // Рад. школа. — 1948. — № 6. — С. 6–11.
- Сиваченко М. «Енеїда» І. Котляревського (До 150-річчя з часу опублікування) // Вітчизна. — 1948. — № 12. — С. 131—140.
- Возник М. Півтора сторіччя епохальної книги. [Про «Енеї-ду»] // Рад. Львів. — 1948. — № 12. — С. 67–72.
- Пільгук Іван. Народні мотиви творчості Котляревського // Рад. література, 1938. — № 11. — С. 161—180.
- Крижанівський Степан. Шевченко і Котляревський // Літ. журнал. — 1938. — № 11. — С. 114—116.
- Киселев П. И. П. Котляревский // Лит. обозрение, 1938. — № 22. — С. 73–74.
- Стебун I. I. I. П. Котляревський. Критико-біографічний нарис. — Вид. 2-ге, випр. — К. : Держлітвидав, 1941. — 92 с.
- Пільгук Ів. Минуло сто літ… («Енеїда» Котляревського) // Літ. і мистецтво. — 1942. — № 20.
- Волинський П. К. І. П. Котляревський. Лекція для студентів-заочників пед. вишів. — К. : Рад. школа, 1950. — 31 с.
- Секарєва К. М. Рукописи І. П. Котляревського // Рад. літературознавство. — 1950. — № 13. — С. 70–71.
- Гудзий Н. К. «Энеида» И. П. Котляревского и русская травестированная поэма XVIII в. // Вестник Моск. ун-та, 1950. — С. 127—143. (рос.)
- Сенченко Іван. Живий Котляревський // Літ. і мистецтво. — 1944. — № 1.
- Чаговець Всеволод. Великий співець України.— Рад. Україна, 1944. — № 177.
- Плющ П. П. Ідіоматичні вислови в «Енеїді» Котляревського (До питання про народну українську фразеологію в «Енеїді») // Наукові записки (Ін-т мовознавства АН УРСР). — Т. ІІ–III. — 1946. — С. 47–76.
- Коваленко Леонід. Поет, новатор і патріот // Вітчизна. — 1946. — № 6. — С. 149—162.
- Волинський П. К. І. П. Котляревський і російська література // Рад. школа. — 1946. — № 6. — С. 41–47.
- Волинський П. К. І. П. Котляревський. Життя і творчість. — К. : Держлітвидав України, 1951. — 175 с.
- Шамрай А. Перший твір нової української літератури ["Енеїда" І. П. Котляревського]. — К., 1951. — 44 с. — (Т-во для поширення політ. і наук. знань УРСР).
- Дурылин С. М. С. Щепкин и И. П. Котляревский. Из истории русско-украинских литературных и театральных отношений. / В кн.: Русско-украинские литературные связи. — М. : Гослитиздат, 1951. — С. 79–106. (рос.)
- Еремин И. П. Иван Петрович Котляревский (1769—1838). — М. : Искусство, 1952. — 51 с. (рос.)
- Шамрай А. П. Проблема реалізму в «Енеїді» I. П. Котляревського / В кн.: Котляревський I. П. Повне зібрання творів. В 2 т. — Т. I. — К. : Вид-во АН УРСР, 1952. — С. 9–62.
- Кирилюк Є. П. I. П. Котляревський і його значення в історії української літератури /В кн.: Котляревський І. П. Повне зібрання творів. В 2 т. — Т. II. — К. : Вид-во АН УРСР, 1953. — С. XI–XLVII.
- Дурилін С. М. М. С. Щепкін та І. П. Котляревський / В кн.: Російсько-українське літературне єднання. 36. статей, вип. І. — К. : Держлітвидав України, 1953. — С. 77–110.
- Галкін В. П. Літературно-меморіальний музей І. П. Котляревського в Полтаві // Літ. в школі. — 1953. — № 1. — С. 90–92.
- Возняк М. Класик нової української літератури (До 115-х роковин з дня смерті І. П. Котляревського) // Жовтень. — 1953. — № 11. — С. 109—115.
- Пільгук І. І. Життя і творчість І. П. Котляревського. Стенограма публічної лекції. — К., 1954. — 40 с. — (Т-во для поширення політ, і наук, знань УРСР).
- Рыльский М. И. П. Котляревский. Энеида. Перевод с укр. И. Бражнина. М., Гослитиздат, 1953 / Рец. : Новый мир, 1954. — № 3. — С. 245—247. (рос.)
- Вашенко В. с., Медведев Ф. П., Петрова П. О. Лексика «Енеїди» І. П. Котляревського. Покажчик слововживання. — X., Вид-во Харківського ун-ту, 1955. — 208 с. (рос.)
- Волинський П. К. Іван Котляревський. Життя і творчість. — Вид. 2-ге, доповн. і переробл. — К. : Держлітвидав України, 1955. — 204 с.
- Шамрай А. «Наталка Полтавка» І. Котляревського. — К. : вид-во «Мистецтво», 1955. — 75 с.
- Еремин И. П. И. П. Котляревский и его «Энеида» / В кн.: Котляревский И. П. Энеида. Перевод с укр. — М. : Гослитиздат, 1955. — С. 3–24. (рос.)
- Мольнар М. Твори Івана Котляревського в чеських і словацьких перекладах // Літ. газета. — 1955. — № 37.
- Полтавський літературно-меморіальний музей І. П. Котляревського. Путівник. — Полтава: Обласне вид-во, 1956. — 72 с.
- Жинкин Н. П. К вопросу об оде И. Котляревского «Песня на новый 1805 год… кн. А. Б. Куракину» // Учені записки (Харківський ун-т). — Т. 70. — Труди філол. фак. — Т. 3. — 1956. — С. 285—291. (рос.)
- Кирилюк Є. П. I. П. Котляревський і його значення в історії української літератури / В кн.: Котляревський І. П. Твори. — К. : Держлітвидав України, 1957. — С. 3–41.
- Худенский К. «Энеида» Котляревского / В кн.: Котляревский И. П. Энеида. Перевод с укр. К. Худенского. — Калининград: Калининградская правда, 1957. — С. 3–6. (рос.)
- Хропко П. П. Іван Петрович Котляревський. Літературний портрет. — К. : Держлітвидав України, 1958. 95 с.
- Наукові записки (Полтавський літ.-меморіальний музей I. П. Котляревського), вип. І. 1958 [Зміст: Данисько О. Й. І. П. Котляревський і народнопоетична творчість. — С. 5–29; Терещенко І. І. І. П. Котляревський як педагог. — С. 30–48; Охріменко П. П. І. П. Котляревський і білоруська література. — С. 48–62; Ротач А. О. І. П. Котляревський і Полтавський театр. — С. 63–73; Северін М. Д. Військова служба І. П. Котляревського. — С. 74–82; Залашко А. Т. З архіву письменника. — С. 82–99.]
- Федосов Л. П. Традиції І. П. Котляревського та Г. Ф. Квітки-Основ'яненка в гуморі І. С. Нечуя-Левицького // Наукові записки (Харківський пед. ін-т). — Т. 30, 1958. — С. 63–75.
- Павлюк M. В. Іван Петрович Котляревський і українська мова // Праці Одеського держ. ун-ту. — Т. 148. Серія філол. наук, вип. 8, 1958. — С. 203—213.
- Данилейко В. Ф. До питання про суспільно-політичні погляди І. П. Котляревського // Наукові записки (Ін-т філософії АН УРСР). — Т. 4, 1958. — С. 115—135.
- Дейч О. Новий переклад «Енеїди» [К. Худенського] // Літ. газета. — 1958. — № 48.
- І. П. Котляревський у критиці та документах. Збірник статей, рецензій, висловлювань / Упорядкування, вступна стаття А. Залашка. — К. : Держлітвидав України, 1959. — 214 с.
- Залашко Анатолій. І. П. Котляревський в країнах народної демократії // Полтава. — 1959. — № 2. — С. 185—188.
- Радецька M. М. Котляревський і Гоголь // Рад. літературознавство, 1959. — № 2. — С. 62–72.
- Коптилов В. В. Два переклади «Енеїди» І. П. Котляревського [І. Бражніна та К Худенського] // Рад. літературознавство, 1959. — № 5. — С. 138—143.
- Назарук О. О. «Енеїда» І. П. Котляревського в перекладі на російську мову. [Зауваження з приводу мови перекладу] // Наукові записки (Станіславський пед. ін-т). Філол. серія. — Т. III. — 1959. — С. З–16.
- Плющ П. П. Мовні засоби гумору в «Енеїді» І. Котляревського. — К., 1959. — 68 с. — (Науково-методичний кабінет по заочній освіті при КДУ).
- Кирилюк Є. П. І. П. Котляревський і його значення в історії української літератури / В кн.: Котляревський І. П. Твори. — К. : Держлітвидав України, 1960. — С. 3–41.
- Комаров M. Бібліографічний покажчик видань Котляревського, творів та писань про його / На вічну пам'ять Котляревському. Літературний збірник. — К., 1904. — С. 467—494.
- Горецький О. М. Іван Котляревський. Бібліографія (1904—1928). — Одеса, 1928. — 18 с. — (Праці Одеської центр, наук. б-ки. — Т. II. — Вип. II).
- Гуменюк М. П. І. П. Котляревський (Коротка бібліографія критичної літератури) // Література в школі. — 1955. — № 4. — С. 84–85.
- Котляревський Іван // 1576.ua, бібліотека українського світу — Постаті
- Соломія Павличко. Культурні дискурси кінця століття [Архівовано 14 квітня 2015 у Wayback Machine.]: Котляревський, двохсотліття української літератури та її вороги. // 1576.ua, бібліотека українського світу — Тексти
- Новиков А. Національні пріоритети  Івана Котляревського / Анатолій Новиков // Українська література в загальноосвітній школі. — 2008.– № 10. — С. 8 — 11.
- Марковський М. Найдавніший список «Енеїди» І. П. Котляревського й деякі думки про генезу цього твору / Михайло Марковський. — У Київі: З друк. Укр. акад наук, 1927. — 2, 182, 2 с. [Архівовано 12 серпня 2020 у Wayback Machine.]
- Марковський М. Найдавніший список «Енеїди» І. П. Котляревського й деякі думки про генезу цього твору / Михайло Марковський. — У Київі: З друк. Укр. акад наук, 1927. — 2, 182, 2 с. [Архівовано 12 серпня 2020 у Wayback Machine.]
- Памяти Ивана Петровича Котляревского // Киевская старина. — 1898. — Т. 62. Июль-Август. — С. VI—XI. [Архівовано 1 жовтня 2020 у Wayback Machine.]
- Энеида И. П. Котляревского // Киевская старина. — 1898. — Т. 63. Октябрь. — С. 17–48. [Архівовано 1 жовтня 2020 у Wayback Machine.]
- Энеида И. П. Котляревского // Киевская старина. — 1898. — Т. 63. Октябрь. — С. 49–96. [Архівовано 1 жовтня 2020 у Wayback Machine.]
- Энеида И. П. Котляревского // Киевская старина. — 1898. — Т. 63. Декабрь. — С. 97–145. [Архівовано 29 вересня 2020 у Wayback Machine.]
- Музей имени Котляревского в Полтаве // Киевская старина. — 1905. — Т. 88. Февраль. — С. 147—148. [Архівовано 1 жовтня 2020 у Wayback Machine.]
- Науменко, В. К пятидесятилетию со дня смерти Котляревского / В. Науменко // Киевская старина. — 1888. — Т. 23. Ноябрь. — С. 374—394. [Архівовано 22 вересня 2020 у Wayback Machine.]
- Павловский, И. Ф. К биографии И. П. Котляревского / И. Ф. Павловский // Киевская старина. — 1906. — Т. 93. Июль-Август. — С. 78–79. [Архівовано 19 вересня 2020 у Wayback Machine.]
- К биографии И. П. Котляревского // Киевская старина. — 1903. — Т. 83. Октябрь. — С. 1–2. [Архівовано 1 жовтня 2020 у Wayback Machine.]
- Іван Петрович Котляревський. 1769—183: Київ, 1908. // Українська Муза: од початку до наших днів / під ред. О. Коваленко, 1908. — С. 5–18 : Київ: Друк. П. Барського [Архівовано 1 жовтня 2020 у Wayback Machine.]
- Іван Котляревський: Київ, 1937. // Історія української культури / написали: Іван Крипякевич та ін., 1937. — С. 299—300 ; під заг. ред. Івана Крипякевича: Київ: Вид. І. Тиктора [Архівовано 1 жовтня 2020 у Wayback Machine.]
- Записка И. П. Котляревского о первых действиях русских войск в турецкую войну 1806 года // Киевская старина. — 1900. — Т. 71. Декабрь. — С. 333—346. [Архівовано 1 жовтня 2020 у Wayback Machine.]
- Ефремов, Сергей. Праздник украинской интелигенции / Сергей Ефремов // Киевская старина. — 1903. — Т. 83. Октябрь. — С. 168—202. [Архівовано 19 вересня 2020 у Wayback Machine.]
- Драматичні писання Котляревського: Київ, 1937. // Історія української культури / написали: Іван Крипякевич та ін., 1937. — С. 307—309 ; під заг. ред. Івана Крипякевича: Київ: Вид. І. Тиктора [Архівовано 1 жовтня 2020 у Wayback Machine.]
- Несколько слов о памятнике Котляревскому в Полтаве / Л. П. // Киевская старина. — 1903. — Т. 80. Март. — С. 139—141. [Архівовано 29 вересня 2020 у Wayback Machine.]
- Доманицький, В. Ода Сафо в перекладі І. Котляревского / В. Доманицький // Україна. — 1907. — Т. 3. Июль-Август. — С. 234—236. [Архівовано 19 вересня 2020 у Wayback Machine.]
- Дмитриев, Н. К истории открытия памятника Котляревскому в городе Полтава / Н. Дмитриев // Киевская старина. — 1903. — Т. 83. Октябрь. — С. 153—167. [Архівовано 18 вересня 2020 у Wayback Machine.]
- Павловский, И. Ф. К биографии И. П. Котляревского/ И. Ф. Павловский // Киевская старина. — 1906. — Т. 93. Июль-Август. — С. 78–79. [Архівовано 22 вересня 2020 у Wayback Machine.]
- Два неизвестных письма И. П. Котляревского // Киевская старина. — 1900. — Т. 70. Сентябрь. — С. 93–95. [Архівовано 1 жовтня 2020 у Wayback Machine.]
- Дашкевич, Н. Вопросъ о литературном источнике украинской оперы И. П. Котляревского «Москаль-Чаривныкъ» / Н. Дашкевич // Киевская старина. — 1893. — Т. 62. Декабрь. — С. 452—482. [Архівовано 3 серпня 2020 у Wayback Machine.]
- Гринченко, Б. Изменения текста «Энеиды» И. П. Котляревского / Б. Гринченко // Киевская старина. — 1897. — Т. 56. Март. — С. 74–76. [Архівовано 22 вересня 2020 у Wayback Machine.]
- Горленко, В. Из бумаг Котляревского / В. Горленко // Киевская старина. — 1883. — Т. 6. Май. — С. 146—154. [Архівовано 29 вересня 2020 у Wayback Machine.]
- Гавриш, В. К проекту памятника Ив. Петр. Котляревскому в Полтаве / В. Гавриш // Киевская старина. — 1897. — Т. 56. Март. — С. 76–77. [Архівовано 22 вересня 2020 у Wayback Machine.]
- Василенко, Ник. К биографии И. П. Котляревского / Ник. Василенко // Киевская старина. — 1902. — Т. 77. Апрель. — С. 1–24. [Архівовано 22 вересня 2020 у Wayback Machine.]
- Василенко, О. О юбилее и памятнике И. П. Котляревскому в Полтаве / О. Василенко // Киевская старина. — 1898. — Т. 63. Декабрь. — С. 714–75. [Архівовано 20 вересня 2020 у Wayback Machine.]
- Малинка, А. К вопросу об источнике «Москаля-чарівника» Котляревского / А. Малинка // Киевская старина. — 1903. — Т. 82. Июль-Август. — С. 1–4. [Архівовано 25 вересня 2020 у Wayback Machine.]
- Твори Івана Котляревського, Друге видання, редакція, передмова та примітки Сергія Єфремова. Книга з портретом автора, ілюстраціями В. Корнієнка, академіка Позена, заставками Івана Бурячка, та іншими малюнками. Київ, «ВІК», 1918
- Шевчук В. Петро Попович-Гученський — предтеча Івана Котляревського // Валерій Шевчук. Муза Роксоланська: Українська література XVI—XVIII ст.: У 2 кн. Книга 2. Розвинене бароко. Пізнє бароко. — К.: Либідь, 2005. — С. 213—218. — 728 с. — ISBN 966-06-0353-3; ISBN 966-06-0355-X (Кн. 2).

## Твори Івана Котляревського. Електронний ресурс
- Іван Котляревський. Енеїда, Москаль-чарівник, Наталка Полтавка [Архівовано 19 квітня 2021 у Wayback Machine.]
- Вибрані твори Івана Котляревського для читання онлайн [Архівовано 20 травня 2013 у Wayback Machine.]
- Твори Івана Петровича Котляревського в електронній бібліотеці «Відкрита книга»
- Поезія Котляревського [Архівовано 11 грудня 2006 у Wayback Machine.]
- Енеїда — повний текст з коментарями
- Енеїда — текст
- Енеїда (2-ге видання 1808 року) — pdf текст [Архівовано 16 січня 2014 у Wayback Machine.]
- Твори Котляревського на аудіобібліотеці litplayer
- Зібрання стародруків та сучасних видань творів Котляревського на Чтиві
- Котляревський Іван в Електронній бібліотеці «Культура України» [Архівовано 22 жовтня 2020 у Wayback Machine.]

| S: | Твори цього автора перебувають у суспільному надбанні. Ви можете допомогти проєкту, додавши їх у Вікіджерела. |